# 徳島県の灯台一覧
徳島県の灯台一覧（とくしまけんのとうだいいちらん）は、徳島県にある灯台及び、照射灯、浮標灯などをまとめた一覧である。

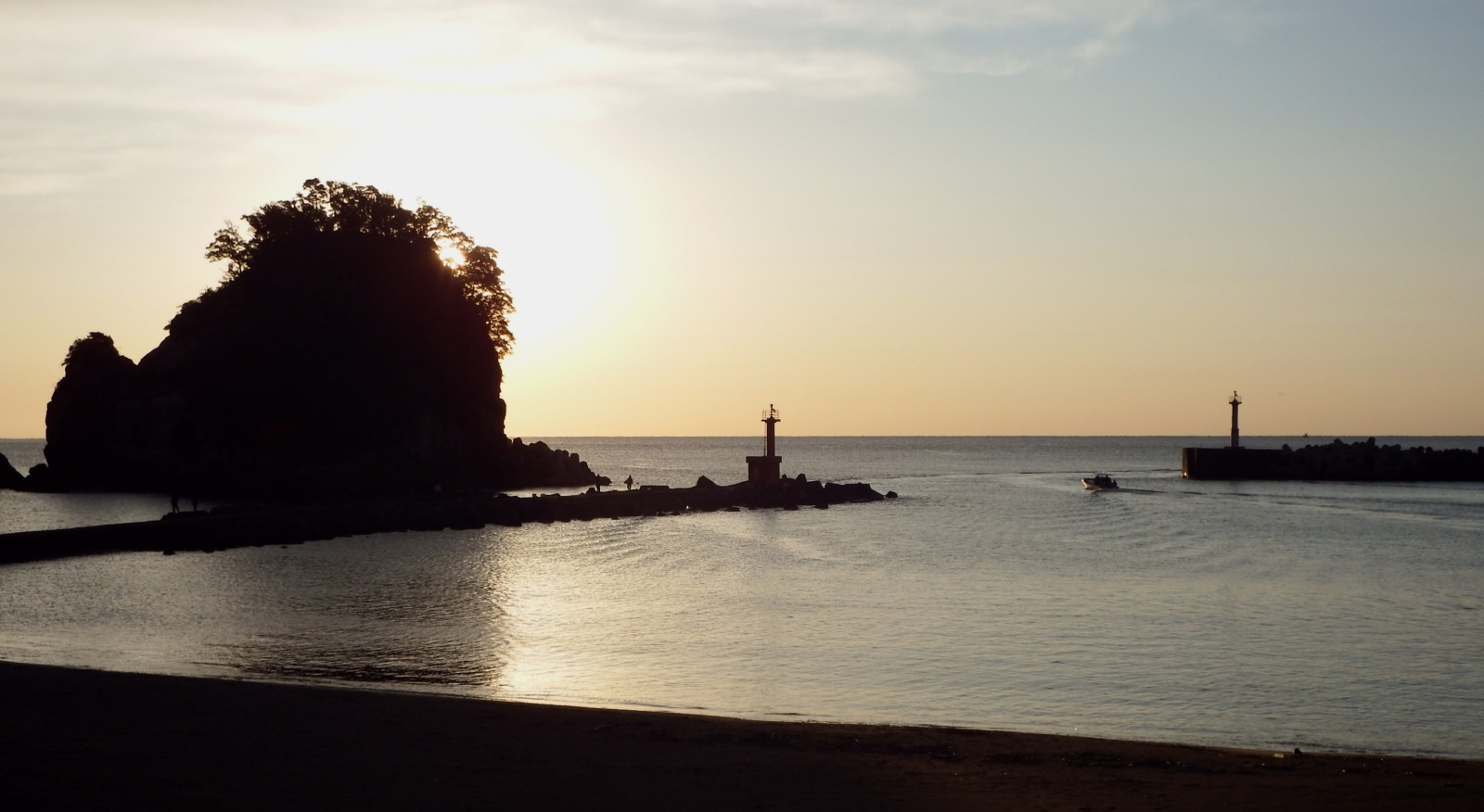
日和佐港防波堤灯台

## 灯台
- 阿波竹ケ島灯台 徳島県海部郡海陽町（竹ケ島）
- 出羽島灯台 徳島県海部郡牟岐町（出羽島）
- 阿瀬比ノ鼻灯台 徳島県海部郡美波町（阿瀬比ノ鼻）

- 蒲生田岬灯台 徳島県阿南市（蒲生田岬）
- 伊島灯台 徳島県阿南市（伊島）
- 刈又埼灯台 徳島県阿南市（刈又埼）
- 青島灯台 徳島県阿南市（青島）
- 和田ノ鼻灯台 徳島県小松市（和田ノ鼻）
- 小松島灯台 徳島県小松島市（東山）

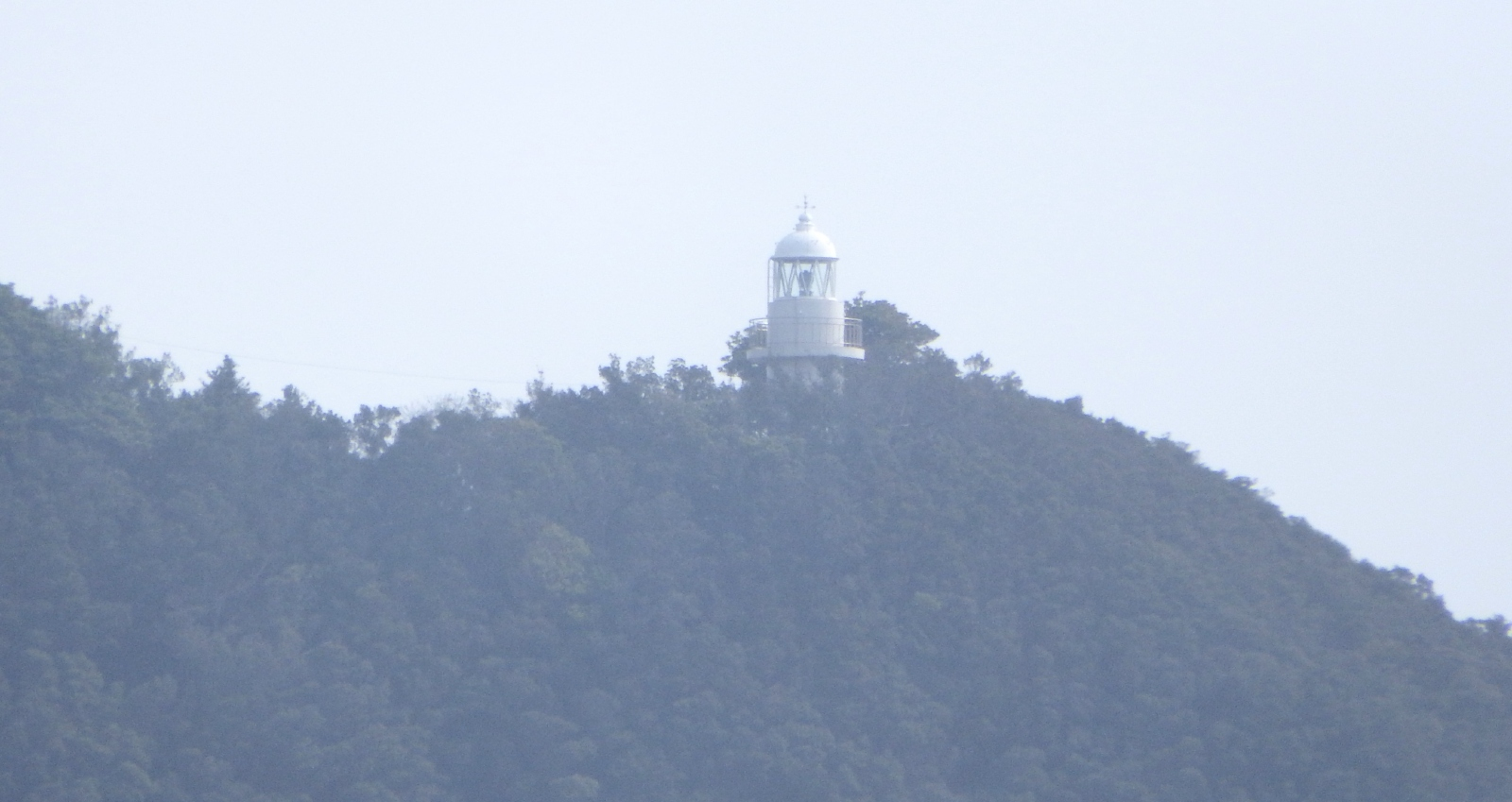
阿瀬比ノ鼻灯台

- 徳島沖洲旅客船ふ頭灯台 徳島県徳島小松島港徳島区（沖洲導流堤西端）2006年7月31日廃止。
- 大磯埼灯台 徳島県鳴門市（大磯埼）
- 鳴門飛島灯台 徳島県鳴門市（飛島）
- 孫埼灯台 徳島県鳴門市（孫埼）

## 防波堤灯台
- 鞆奥港防波堤灯台 徳島県海部郡海陽町（鞆奥港防波堤外端）

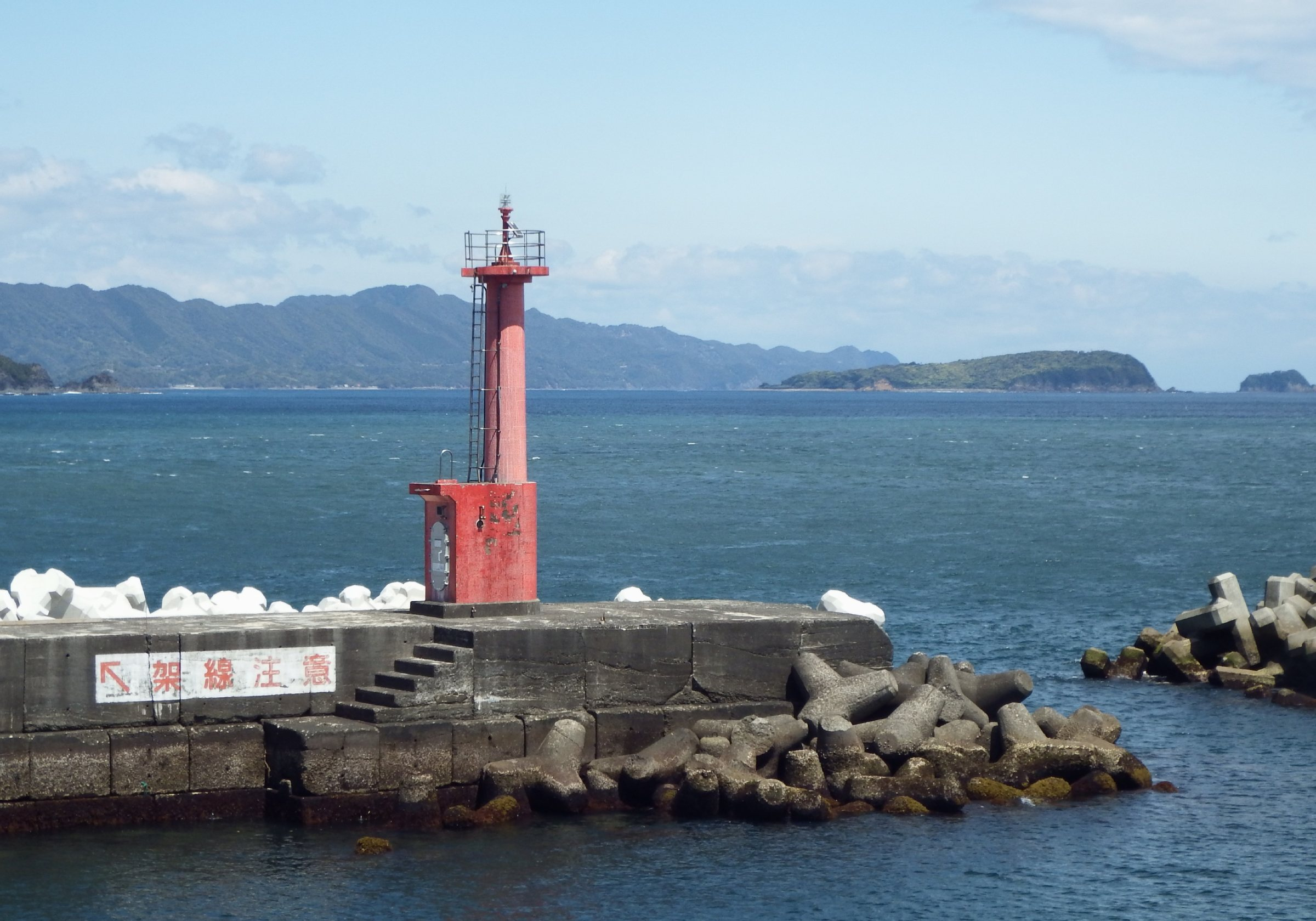
鞆奥港防波堤灯台

- 浅川港北防波堤灯台 徳島県浅川港（北防波堤外端）

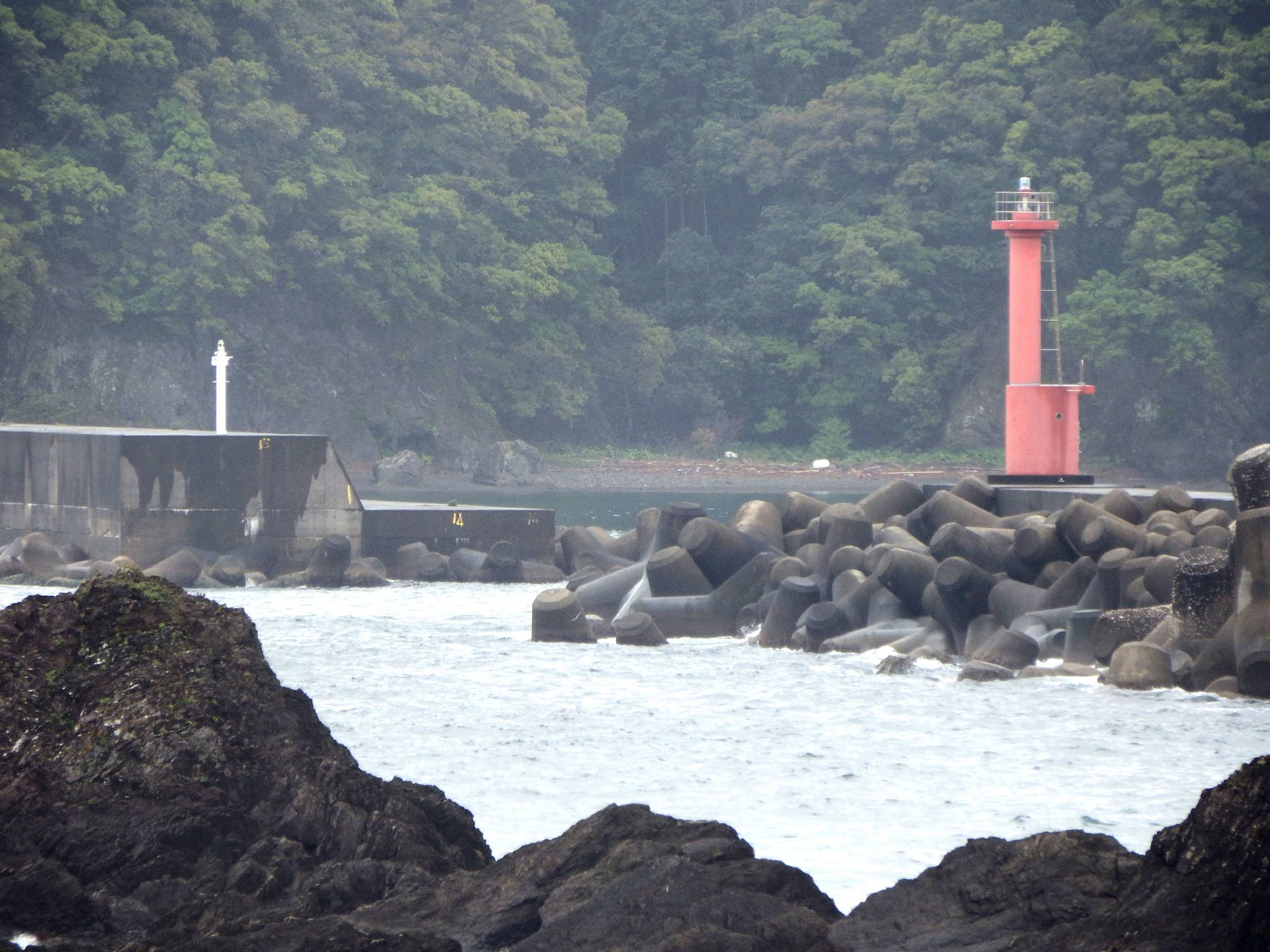
浅川港北防波堤灯台

- 浅川港湾口北防波堤灯台 徳島県浅川港（湾口北防波堤外端）

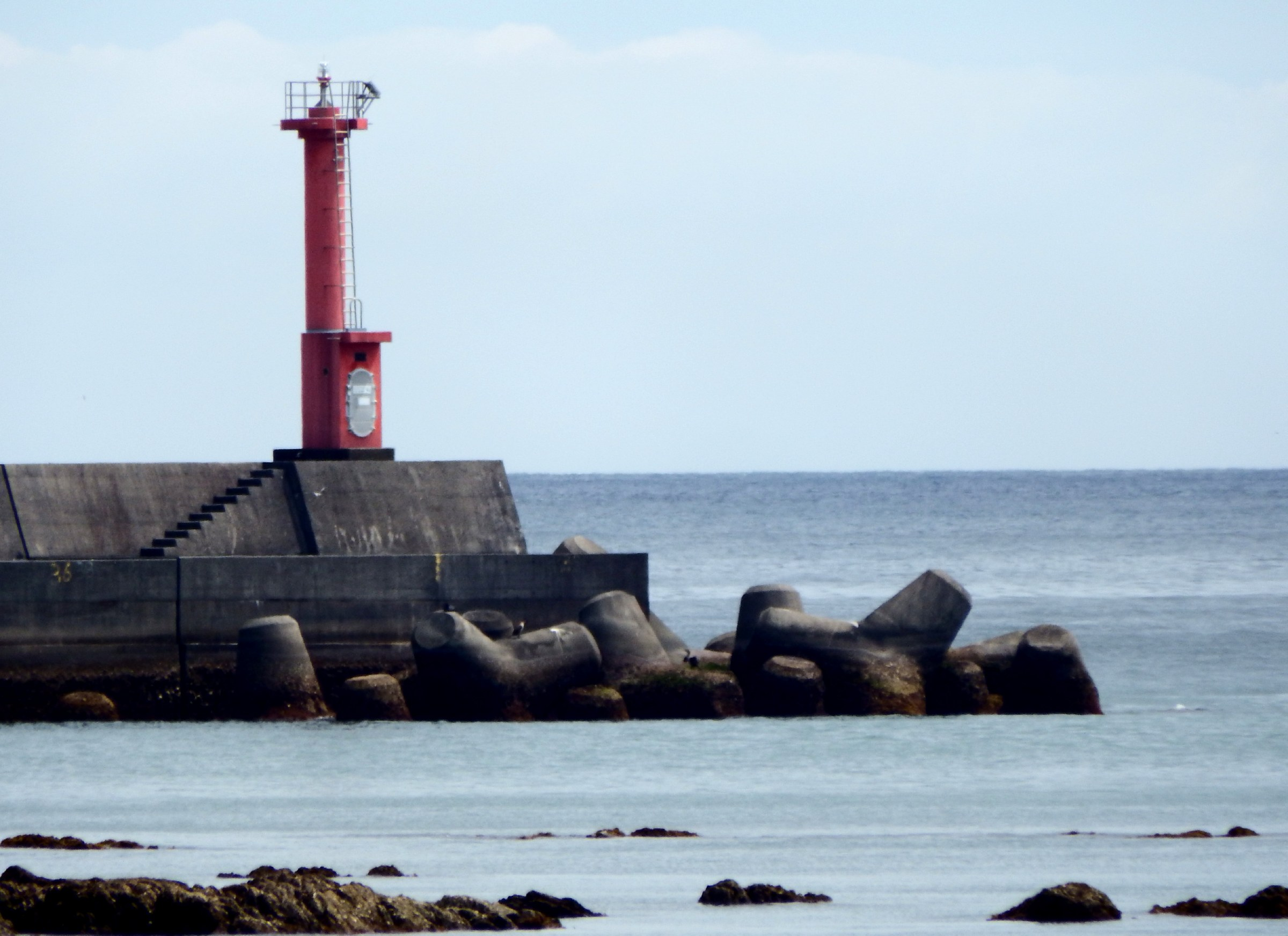
浅川港湾口北防波堤灯台

- 出羽島港東防波堤灯台 徳島県海部郡牟岐町（出羽島漁港東防波堤外端）
- 出羽港東防波堤灯台 徳島県海部郡牟岐町（出羽島漁港東防波堤外端）
- 牟岐港小張埼沖防波堤照射灯 徳島県海部牟岐町（小張埼）
- 牟岐港西防波堤灯台 徳島県牟岐港（西防波堤外端）
- 牟岐港東防波堤灯台 徳島県牟岐港（東防波堤外端）
- 牟岐港防砂堤灯台 徳島県牟岐港（防砂堤外端）
- 牟岐港古牟岐東防波堤灯台 徳島県海部郡牟岐町（牟岐港古牟岐東防波堤外端）
- 日和佐港沖防波堤灯台 徳島県日和佐港（沖防波堤東端）
- 日和佐港一文字堤東灯台 徳島県日和佐港（一文字堤東端）
- 日和佐港北防波堤灯台 徳島県日和佐港（北防波堤外端）

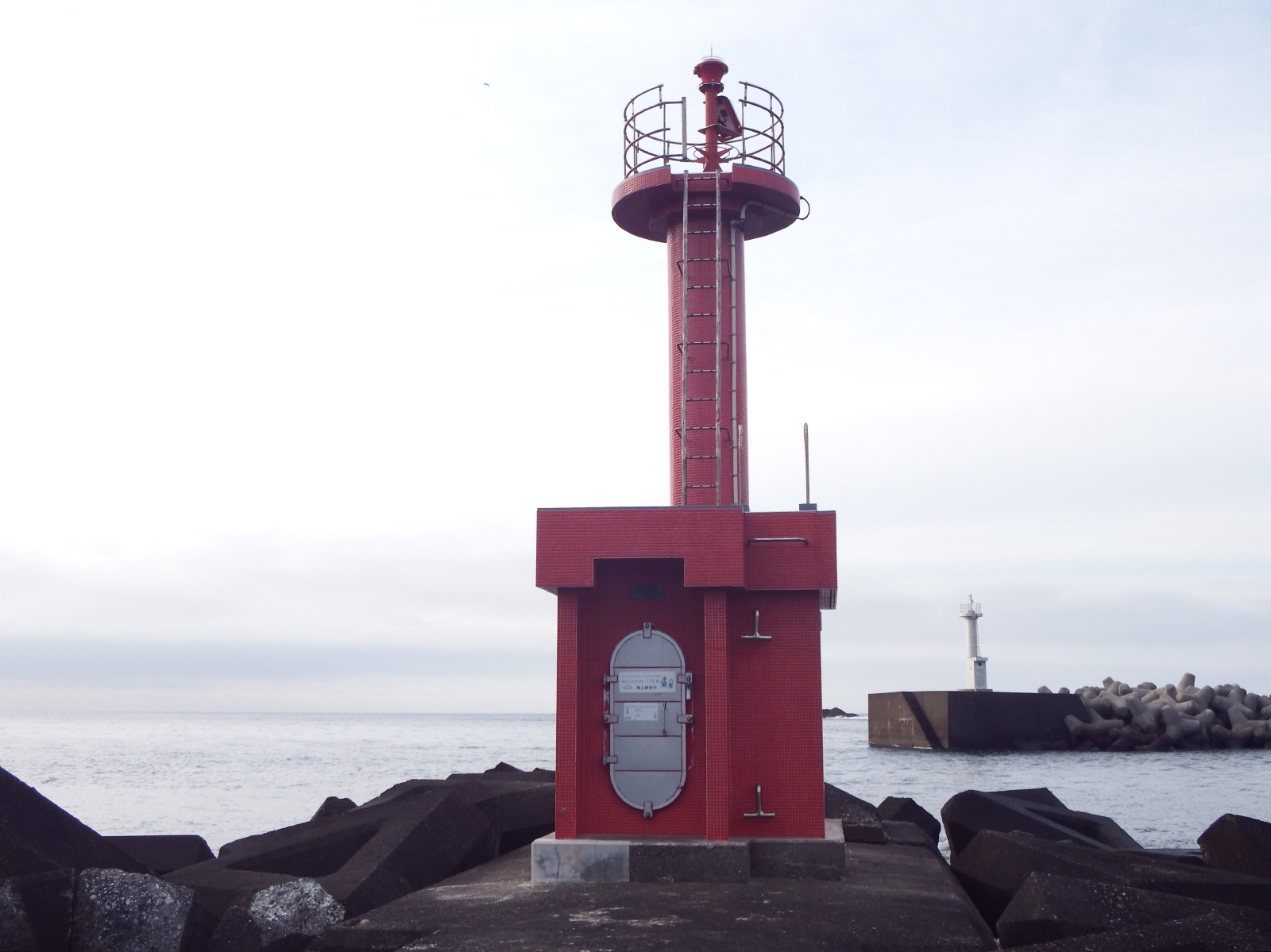
日和佐港灯台　北防波堤（赤）と一文字堤東（白）

- 由岐港橋喰沖防波堤照射灯 徳島県海部郡由岐町（由岐港木岐東防波堤灯台の南南西方約830メートル）
- 由岐港橋喰内防波堤照射灯 徳島県海部郡由岐跡（由岐港木岐東防波堤灯台の南南西方約830メートル）
- 由岐港木岐東防波堤灯台 徳島県海部郡由岐町（由岐港木岐東防波堤外端）
- 由岐港東防波堤灯台 徳島県由岐港（東防波堤外端）
- 由岐港西防波堤灯柱 徳島県由岐港（西防波堤外端）
- 由岐港志和岐北防波堤灯台 徳島県海部郡由岐町（由岐港志和岐北防波堤外端）
- 由岐港阿部内防波堤灯台 徳島県由岐港（阿部内防波堤外端）
- 伊座利港南防波堤灯台 徳島県海部郡美波町（伊座利港南防波堤外端）
- 椿泊港谷ノ浦東防波堤灯台 徳島県阿南市（椿泊港谷ノ浦東防波堤外端）
- 伊島港西防波堤灯台 徳島県阿南市（伊島港西防波堤東端）
- 伊島港西防波堤東灯台 徳島県阿南市（伊島港西防波堤東端）
- 富岡港淡島東防波堤灯台 徳島県富岡港（淡島東防波堤外端）
- 富岡港防砂堤灯台 徳島県富岡港（防砂堤外端）
- 中島港南防波堤灯台 徳島県阿南市（中島港南防波堤外端）
- 阿波今津港南防波堤灯台 徳島県那賀郡那賀川町（今津港南防波堤外端）
- 阿波今津港沖防波堤北灯台 徳島県阿南市（今津港沖防波堤北端）
- 小松島南防波堤灯台 徳島県徳島小松島港小松島区（南防波堤外端）
- 小松島東防波堤南灯台 徳島県徳島小松島港小松島区（東防波堤南端）
- 小松島東防波堤北灯台 小松島東防波堤北灯台
- 小松島東防波堤北方照射灯 徳島県徳島小松島港小松島区（小松島東防波堤北灯台）
- 徳島津田外防波堤南灯台 徳島県徳島小松島港徳島区（徳島津田外防波堤南端）
- 徳島津田外防波堤東灯台 徳島県徳島小松島港徳島区（徳島津田外防波堤東端）
- 徳島沖の洲導流堤灯台 徳島県徳島小松島港徳島区（沖の洲導流堤外端）

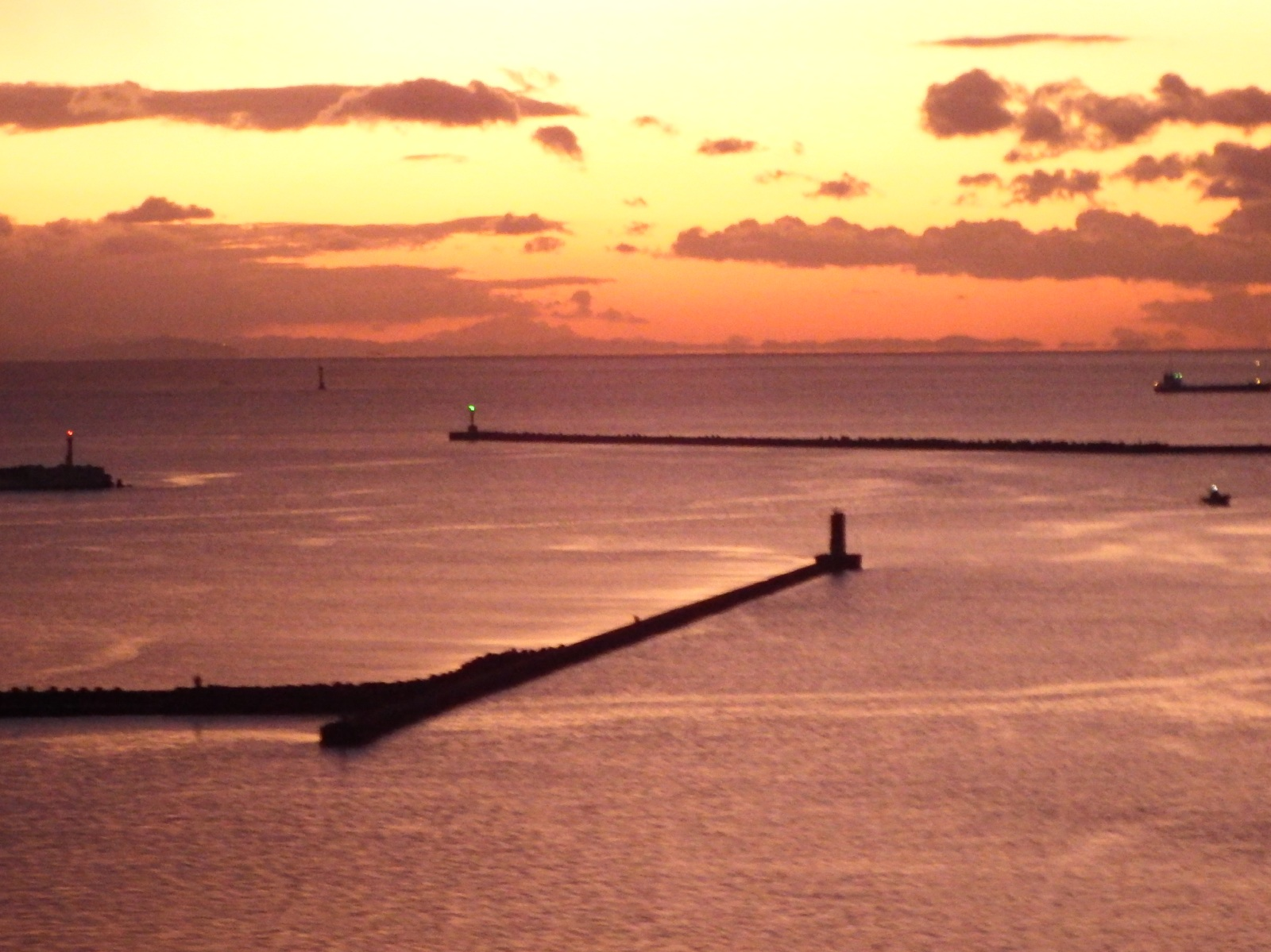
徳島津田外防波堤南端東端沖洲

- 今切港長原導流堤灯台 徳島県今切港（長原導流堤外端）
- 粟津港南防波堤灯台 徳島県板野郡松茂町（粟津港南防波堤外端）
- 折野港防波堤灯台 徳島県鳴門市（折野港防波堤外端）
- 亀浦港八木の鼻東防波堤灯台 徳島県鳴門市（亀浦港八木の鼻東防波堤外端）
- 瀬戸港堂ノ浦西防波堤灯台 徳島県鳴門市（瀬戸港堂ノ浦西防波堤外端）
- 粟田港防波堤灯台 徳島県鳴門市（粟田港防波堤外端）
- 阿波大浦港防波堤灯台 徳島県鳴門市（阿波大浦港防波堤外端）
- 粟田港北防波堤灯台 徳島県鳴門市（粟田港北防波堤外端）
- 阿波大浦港北防波堤灯台 徳島県鳴門市（阿波大浦港北防波堤外端）
- 亀浦港北防波堤灯台 徳島県鳴門市（亀浦港北防波堤東端）
- 亀浦港北防波堤東灯台 徳島県鳴門市（亀浦港北防波堤東端）
- 亀浦港亀浦北防波堤東灯台 徳島県鳴門市（亀浦港亀浦北防波堤東端）
- 阿波瀬戸港北泊外防波堤灯台 徳島県鳴門市（瀬戸港北泊外防波堤外端）
- 亀浦港亀浦北防波堤灯台 徳島県鳴門市鳴門町

## 照射灯
- 蒲生田岬シリカ碆照射灯 蒲生田岬シリカ碆照射灯
- 大磯埼瓶磯照射灯 徳島県鳴門市（大磯埼灯台）

## 灯浮標
- 吉野川口灯浮標 徳島沖の洲導流堤灯台（徳島県徳島市）の東北東方約3.4キロメートル
- 橘港幸野地先灯浮標 徳島県橘港（舟磯灯標の西南西方約4.4キロメートル）
- 橘港第1号灯浮標 徳島県橘港（舟磯灯標の南西方約4.6キロメートル）
- 橘港第2号灯浮標 徳島県橘港（舟磯灯標の西南西方約4.0キロメートル）
- 橘港第3号灯浮標 徳島県橘港（舟磯灯標の西南西方約5.1キロメートル）
- 小松島金磯第1号灯浮標 徳島県徳島小松島港小松島区（小松島南防波堤灯台の東北東方約2.2キロメートル）
- 小松島金磯第2号灯浮標 徳島県徳島小松島港小松島区（小松島南防波堤灯台の東北東方約2.1キロメートル）
- 小松島金磯第3号灯浮標 徳島県徳島小松島港小松島区（小松島南防波堤灯台の東方約2.0キロメートル）
- 小松島金磯第4号灯浮標 徳島県徳島小松島港小松島区（小松島南防波堤灯台の東方約1.8キロメートル）
- 小松島金磯第6号灯浮標 徳島県徳島小松島港小松島区（小松島南防波堤灯台の東南東方約2.0キロメートル）
- 小松島赤石灯浮標 徳島県徳島小松島港小松島区内（小松島南防波堤灯台の南東2.1キロメートル）
- 小松島第1号灯浮標 徳島県徳島小松島港小松島区（小松島南防波堤灯台の東方約1.1キロメートル）
- 小松島第2号灯浮標 徳島県徳島小松島港小松島区（小松島南防波堤灯台の東方約1.1キロメートル）
- 椿泊浦中碆北灯浮標 蒲生田岬灯台（徳島県阿南市）の北西方約1.4キロメートル
- 徳島県海部沖浮漁礁A灯浮標 出羽島灯台（徳島県牟岐町）の南東方約30キロメートル
- 徳島第1号灯浮標 徳島県徳島小松島港徳島区（徳島沖の洲導流堤灯台の東南東方約1.6キロメートル）
- 徳島第2号灯浮標 徳島県徳島小松島港徳島区（徳島沖の洲導流堤灯台の東方約1.5キロメートル）
- 徳島第3号灯浮標 徳島県徳島小松島港徳島区内（徳島沖の洲導流堤灯台の南西方約170メートル）
- 徳島第4号灯浮標 徳島県徳島小松島港徳島区（徳島沖の洲導流堤灯台の東南東方約900メートル）
- 徳島第6号灯浮標 徳島県徳島小松島港徳島区（徳島沖の洲導流堤灯台の西北西方約1.0キロメートル）

## 灯標
- オ亀磯灯標 徳島沖の洲導流堤灯台（徳島県徳島市）の東南東方約3.5キロメートル
- 橘浦ウルメ島南東方灯標 徳島県阿南市（舟磯灯標の南南西方約3.9キロメートル）
- 橘浦裸島北西方灯標 徳島県阿南市（舟磯灯標の南方約1.5キロメートル）
- 橘港四電放水口A灯標 徳島県橘港（舟磯灯標の南西方約4.9キロメートル）
- 橘港四電放水口B灯標 徳島県橘港（舟磯灯標の南西方約4.9キロメートル）
- 橘港四電放水口C灯標 徳島県橘港（舟磯灯標の南西方約4.8キロメートル）
- 橘港四電放水口D灯標 徳島県橘港（舟磯灯標の南西方約4.8キロメートル）
- 橘港小勝島南方第1号灯標 徳島県橘港（舟磯灯標の南西方約6.2キロメートル）
- 橘港小勝島南方第3号灯標 徳島県橘港（舟磯灯標の南西方約6.6キロメートル）
- 橘港小勝島南方第5号灯標 徳島県橘港（舟磯灯標の南西方約6.9キロメートル）
- 橘港電発取水口B灯標 徳島県橘港（舟磯灯標の南西方約6.7キロメートル）
- 橘港電発取水口C灯標 徳島県橘港（舟磯灯標の南西方約6.7キロメートル）
- 橘港電発放水口A灯標 徳島県橘港（舟磯灯標の南西方約5.8キロメートル）
- 橘港電発放水口B灯標 徳島県橘港（舟磯灯標の南西方約5.9キロメートル）
- 橘港電発揚炭バース沖A灯標 徳島県橘港（舟磯灯標の南西方約5.2キロメートル）
- 橘港電発揚炭バース沖B灯標 徳島県橘港（舟磯灯標の南西方約5.6キロメートル）
- 橘港電発揚炭バース沖C灯標 徳島県橘港（舟磯灯標の南西方約5.6キロメートル）
- 橘港電発揚炭バース沖D灯標 徳島県橘港（舟磯灯標の南西方約4.9キロメートル）
- 舟磯灯標 富岡港淡島東防波堤灯台（徳島県阿南市）の南方約2.8キロメートル
- 小松島高曽根灯標 徳島県徳島小松島港小松島区（小松島東防波堤灯台の北東方約600メートル）
- 中瀬灯標 大礎埼導灯（徳島県鳴門市）の西方約1.3キロメートル
- 撫養港口灯標 大磯埼灯台（徳島県鳴門市）の北北西方約360メートル

## 橋梁灯
- 撫養橋橋梁灯（R1灯） 撫養橋橋梁灯（C1灯）の北北東方約22メートル
- 撫養橋橋梁灯（R2灯） 撫養橋橋梁灯（C2灯）の北北東方約21メートル
- 撫養橋橋梁灯（L3灯） 撫養橋橋梁灯（C1灯）の北北東方約160メートル
- 撫養橋橋梁灯（L4灯） 撫養橋橋梁灯（C2灯）の北北東方約160メートル
- 撫養橋橋梁灯（R3灯） 撫養橋橋梁灯（C1灯）の北北東方約200メートル
- 撫養橋橋梁灯（R4灯） 撫養橋橋梁灯（C2灯）の北北東方約200メートル
- 撫養橋橋梁灯（L1灯） 撫養橋橋梁灯（C1灯）の南南西方約21メートル
- 撫養橋橋梁灯（L2灯） 撫養橋橋梁灯（C2灯）の南南西方約22メートル
- 撫養橋橋梁灯（C1灯） 徳島県撫養港（中瀬灯標の北西方約1.7キロメートル）
- 撫養橋橋梁灯（C2灯） 徳島県撫養港（中瀬灯標の北西方約1.7キロメートル）
- 撫養橋橋梁灯（C4灯） 撫養橋橋梁灯（C2灯）の北北東方約180メートル
- 撫養橋橋梁灯（C3灯） 撫養橋橋梁灯（C1灯）の北北東方約180メートル
- 小鳴門大橋橋梁灯（L1灯） 小鳴門大橋橋梁灯（C1灯）の南南西方約43メートル
- 小鳴門大橋橋梁灯（L2灯） 小鳴門大橋橋梁灯（C2灯）の南南西方約43メートル
- 小鳴門大橋橋梁灯（C1灯） 徳島県撫養港（瀬戸港堂ノ浦西防波堤灯台の南方約1.9キロメートル）
- 小鳴門大橋橋梁灯（C2灯） 徳島県撫養港（瀬戸港堂ノ浦西防波堤灯台の南方約1.9キロメートル）
- 小鳴門大橋橋梁灯（R1灯） 小鳴門大橋橋梁灯（C1灯）の北北東方約43メートル
- 小鳴門大橋橋梁灯（R2灯） 小鳴門大橋橋梁灯（C2灯）の北北東方約43メートル
- 大鳴門橋橋梁灯（L1灯） 大鳴門橋橋梁灯（C1灯）の西南西方約180メートル
- 大鳴門橋橋梁灯（L2灯） 大鳴門橋橋梁灯（C2灯）の西南西方約180メートル
- 大鳴門橋橋梁灯（C1灯） 孫埼灯台（徳島県鳴門市）の東方約610メートル
- 大鳴門橋橋梁灯（C2灯） 孫埼灯台（徳島県鳴門市）の東方約600メートル
- 大鳴門橋橋梁灯（R1灯） 大鳴門橋橋梁灯（C1灯）の東北東方約180メートル
- 大鳴門橋橋梁灯（R2灯） 大鳴門橋橋梁灯（C2灯）の東北東方約180メートル

## 橋梁標
- 小鳴門大橋橋梁標（L1標） 小鳴門大橋橋梁標（C1標）の南南西方約43メートル
- 小鳴門大橋橋梁標（L2標） 小鳴門大橋橋梁標（C2標）の南南西方約43メートル
- 小鳴門大橋橋梁標（C1標） 徳島県撫養港（瀬戸港堂ノ浦西防波堤灯台の南方約1.9キロメートル）
- 小鳴門大橋橋梁標（C2標） 徳島県撫養港（瀬戸港堂ノ浦西防波堤灯台の南方約1.9キロメートル）
- 小鳴門大橋橋梁標（R1標） 小鳴門大橋橋梁標（C1標）の北北東方約43メートル
- 小鳴門大橋橋梁標（R2標） 小鳴門大橋橋梁標（C2標）の北北東方約43メートル
- 大鳴門橋橋梁標（L1標） 大鳴門橋橋梁標（C1標）の西南西方約180メートル
- 大鳴門橋橋梁標（L1標） 大鳴門橋橋梁標（C1標）の西南西方約180メートル
- 大鳴門橋橋梁標（L2標） 大鳴門橋橋梁標（C2標）の西南西方約180メートル
- 大鳴門橋橋梁標（L2標） 大鳴門橋橋梁標（C2標）の西南西方約180メートル
- 大鳴門橋橋梁標（C1標） 孫埼灯台（徳島県鳴門市）の東方約610メートル
- 大鳴門橋橋梁標（C2標） 孫埼灯台（徳島県鳴門市）の東方約600メートル
- 大鳴門橋橋梁標（C2標） 孫埼灯台（徳島県鳴門市）の東方約600メートル
- 大鳴門橋橋梁標（R1標） 大鳴門橋橋梁標（C1標）の東北東方約180メートル
- 大鳴門橋橋梁標（R1標） 大鳴門橋橋梁標（C1標）の東北東方約180メートル
- 大鳴門橋橋梁標（R2標） 大鳴門橋橋梁標（C2標）の東北東方約180メートル
- 大鳴門橋橋梁標（R2標） 大鳴門橋橋梁標（C2標）の東北東方約180メートル

## その他
- 橘港電発揚炭バース灯 徳島県橘港（電発揚炭バース先端）
- 徳島小松島港沖波浪観測塔灯 徳島沖の洲導流堤灯台（徳島県徳島市）の東南東方約4.3キロメートル
- 撫養港導灯（後灯） 徳島県鳴門市（前灯の西南西方約51メートル）
- 撫養港導灯（前灯） 徳島県鳴門市（大磯埼灯台の西方約1.6キロメートル）
- 北泊灯柱 徳島県鳴門市（北泊瀬戸の北口西側）
- 大鳴門橋無線方位信号所 孫埼灯台（徳島県鳴門市）の東方約1.1キロメートル（大鳴門橋）